# Bodom After Midnight
Bodom After Midnight foi um supergrupo finlandês de heavy metal de Helsinque, Finlândia, formado em 2020 pelos guitarristas Alexi Laiho e Daniel Freyberg do Children Of Bodom após a dissolução da banda, escolhendo o título da música em homenagem à segunda faixa do álbum Follow the Reaper, devido a problemas legais com seus ex-colegas de banda. O baterista Waltteri Vayrynen (Paradise Lost) e o baixista Mitja Toivonen (ex-Santa Cruz) completaram a formação inicial, juntamente com o tecladista de turnê Lauri Salomaa.
Em 4 de janeiro de 2021, foi anunciado que Alexi Laiho havia falecido no final de dezembro de 2020 devido a complicações de saúde, aos 41 anos de idade. A data de sua morte foi posteriormente confirmada como 29 de dezembro de 2020, e a causa de sua morte como degeneração do tecido conjuntivo do fígado e pâncreas induzida pelo álcool.
Antes de sua morte Alexi havia gravado com o Bodom After Midnight três músicas e um videoclipe, que será lançado postumamente. Em 10 de fevereiro, a banda anunciou o lançamento de seu EP intitulado Paint the Sky with Blood em 23 de abril. O EP de 3 músicas contará com as gravações finais de Laiho e consistirá em 2 músicas originais e um cover da banda Dissection.
Em uma entrevista em abril de 2021 para a Loudwire, o guitarrista Daniel Freyberg afirmou que o Bodom After Midnight não continuaria sem Laiho: "Infelizmente, o Bodom After Midnight como uma banda ativa será enterrado com Alexi. Não nos sentimos confortáveis usando o nome Bodom sem o Alexi, porque era muito conectado a ele".
Em 2021, a música deles "Paint the Sky With Blood" foi eleita pela publicação como a 8ª melhor música de metal de 2021.

## Membros

### Última formação
- Alexi Laiho – vocal, guitarra solo (2020; falecido em 29 de dezembro de 2020)
- Daniel Freyberg – guitarra rítmica, vocais de apoio (2020–2021)
- Mitja Toivonen – baixo, vocais de apoio (2020–2021)
- Waltteri Vayrynen – bateria, percussão (2020–2021)

### Turnê
- Lauri Salomaa – teclado, vocais de apoio (2020–2021)

### Discografia
- Paint the Sky with Blood (EP, 2021)[8]